# Noam Mayoka-Tika
Noam Mayoka-Tika (* 2. November 2003 in Charleroi) ist ein belgischer Fußballspieler, der aktuell bei Sporting Charleroi in der Division 1A spielt.

## Karriere
Mayoka-Tika spielte bis 2021 in der Jugend von Royal Excel Mouscron. Im Juni 2021 unterschrieb er dort seinen ersten Profivertrag. Am ersten Spieltag der Saison 2021/22 debütierte er nach Einwechslung bei einer 1:3-Niederlage gegen RWD Molenbeek für die Profimannschaft des Vereins. Bis zum Saisonende kam er zu drei Einsätzen, musste den Verein jedoch verlassen, da der Verein infolge Insolvenz aufgelöst wurde.
Im Sommer 2022 wechselte er zum Erstligaaufsteiger KVC Westerlo und unterschrieb dort einen Vertrag bei der U21-Mannschaft. Dort stand er 2022/23 auch einmal im Kader der Profimannschaft, wurde jedoch nicht eingesetzt.
Daraufhin wechselte er nach einem Jahr zum französischen Erstligisten Olympique Marseille, wurde jedoch auch hier zunächst nur bei der zweiten Mannschaft in der National 3 eingeplant.
Im Sommer 2024 erfolgte ein weiterer Wechsel zum belgischen Erstdivisionär Sporting Charleroi. In seiner ersten Saison kam er nur zu einem Einsatz von wenigen Minuten in einem von 41 möglichen Ligaspielen bei der ersten Mannschaft. Dazu kamen 22 Einsätze in 32 möglichen Ligaspielen mit zwei geschossenen Toren bei der U 23-Mannschaft, die in der 1. Division Amateure spielt.